# Али-тегин
Али ибн Гасан (ум. 1034, Мавераннахр) — правитель Мавераннахра с 1020 по 1034 год.

## Биография
Происходил из династии Караханидов. Родился в семье Харун Бугра-хана. Некоторое время находился при дворе великого кагана Ахмада Арслан-хана.
В 1017 году решил воспользоваться борьбой своих братьев Мухаммада Тогона и Кадыр-хана Юсуфа, восстав против великого кагана Мансура Арслан-хана, но был схвачен и отправлен в тюрьму. Смог бежать к огузам под руководством Арслана Исраила, который в 1020 году помог ему захватить большую часть Мавераннахра, приняв титул «тегина». В 1024 году заключил союз с новым великим каганом Мухаммад Тоган-ханом.
В 1025 году султан Махмуд Газневи по просьбе Юсуф Кадыр-хана двинулся против Али-тегина и Арслана Исраила, которые потерпели поражение, сбежав в Дженду. Однако Али вскоре получил поддержку Тогрула и Чагры, новых руководителей огузов, которые помогли ему вернуть Бухару и Самарканд.
Постепенно стал опасаться чрезмерного политического и военного веса огузских вождей в Мавераннахре. В 1029 году Али поссорился с ними, но не допустил вооруженного противостояния. В 1032 году против него выступил Алтунташ. Али-Тегин потерял Бухару, но в битве у Дабусии сумел остановить наступление. В это же время Алтунташ погибает. Новый глава газневидского войска Ахмад Ширази вернулся в Хорасан.
В 1034 году Али заключил союз с Алтунташем в борьбе против султана Масуда Газневи, во время битвы с которым внезапно скончался.